# Eugeni Quitllet i Navarro
Eugeni Quitllet Navarro (Eivissa, 1972) és un dissenyador balear.
Estudia disseny a l'Escola Llotja de Barcelona. Col·labora amb el FAD en la realització de diverses exposicions i muntatges a Barcelona. Realitza dissenys per a la Fundació Miró de Barcelona i per a les empreses Cerabella i Antoni Miró.
Exposa alguns dels seus treballs a la Primavera del Disseny de Barcelona a les edicions del 1997, 1999 i 2001. L'any 2001 comença a dissenyar en col·laboració amb Philippe Starck per a empreses com Kartell, Driade, Alain Mikli, S+arck eyes, Puma, Samsonite, Fossil, IPI o Music Instruments entre d'altres. Entre els seus dissenys es troben els cendrers de taula Drac (1996) i Micro-bio (1996).